# Nanae Aoyama
Nanae Aoyama (?, 青山 七恵, Aoyama Nanae; Prefettura di Saitama, 20 gennaio 1983) è una scrittrice giapponese.

## Biografia
Nanae Aoyama è nata il 20 gennaio 1983 nella Prefettura di Saitama. 
Laureata all'Università di Tsukuba nel 2005, ha esordito nello stesso anno con Mado no akari ottenendo il Bungei Prize.
Impiegata, nel 2007 ha pubblicato il suo secondo romanzo, Un bel giorno per rimanere da sola, su una giovane donna con un lavoro precario classica rappresentante del fenomeno sociale dei freeter, ed è stata inisignita del prestigioso Premio Akutagawa. 
Lasciato il lavoro d'ufficio per dedicarsi alla scrittura a tempo pieno, nel 2009 ha vinto, con il racconto Kakera, lo Yasunari Kawabata Literary Prize risultando la più giovane vincitrice di sempre e in seguito ha dato alle stampe altre 14 opere di narrativa.

## Opere
- Mado no akari (2005)
- Un bel giorno per rimanere da sola (Hitori biyori, 2007), Milano, Salani, 2010 traduzione di Marcella Mariotti ISBN 978-88-6256-108-2.
- Yasashii tameiki (2008)
- Kakera (2009)
- Mahou tsukai kurabu (2009)
- Owakare no oto (2010)
- Watashi no kareshi (2011)
- Akari no kohan (2011)
- Hanayome (2012)
- Sumire (2012)
- Meguri ito (2013)
- Kairaku (2013)
- Kaze (2014)
- Mayu (2015)
- Watashi otsukisama (2016)
- Hatchi to mārō (2017)

## Premi e riconoscimenti
- Bungei Prize: 2005 vincitrice con Mado no akari
- Premio Akutagawa: 2006 vincitrice con Un bel giorno per rimanere da sola
- Yasunari Kawabata Literary Prize: 2009 vincitrice con Kakera